# Hermann Rorschach
Hermann Rorschach (Zürich, 1884. november 8. – Herisau, 1922. április 2.) svájci pszichiáter, aki a róla elnevezett tintafolt-teszt kifejlesztése után vált híressé. E projektív teszt segít a szakembereknek a vizsgált személy személyiségstruktúrájának feltérképezésében.

## Élete
Rorschach Zürichben született egy ősi svájci, Thurgau kantonbeli családba. Schaffhausenbe járt iskolába, ahol gazdag intellektuális és kulturális környezet vette körül. Apja rajztanárként dolgozott egy magániskolában. Hermann középiskolai gúnyneve „Klex” (tintapaca) volt. Számos spekuláció kering a gúnynevéről és a róla híressé vált tesztről, melyek között különös egybeesést vélnek felfedezni. A klecksográfia annak idején a svájci gyerekek körében általánosan elterjedt játék volt és abból állt, hogy egy tintapacát ejtettek a papíron, melyet aztán félbehajtottak, így a paca lepkét vagy madarat formázott.
Rorschach szorgalmas, rendes diákként minden tárgyból kiválóan teljesítette tanulmányait. Nagy érdeklődést mutatott a rajzolás iránt, és elég tehetséges művész vált belőle. A schaffhauseni tanulmányainak vége felé levelet írt Ernst Haeckelnek, a darwini evolúció elmélet híres pártolójának, amiben tanácsot kért tőle, hogy jövőbeni tanulmányait művészeti vagy természettudományi területen folytassa-e. Haeckel az utóbbit tanácsolta, így 1904-ben beiratkozott a zürichi orvosi egyetemre, majd egy kis időt Neuchatelben (németül: Neuenburgban), Berlinben és Bernben töltött, de idejének nagyobb részében Zürichben tartózkodott. Abban az időben Zürich a világ pszichiátriai központja volt, és a svájci klinikai oktatás nagyobb részét a pszichiátriának szentelték. Így Rorschach már orvosi tanulmányainak korai szakaszában elhatározta, hogy pszichiáter lesz és a szakterület iránti érdeklődése tovább erősödött a klinikai és elméleti pszichiátriai kurzusok folyamán, melyeket a burgenhölzi egyetemi klinikán teljesített. Ez nem meglepő, hiszen olyan tanárai voltak, mint Auguste-Henri Forel és hasonlóképpen híres utódja, Eugene Bleuler (1857–1939), illetve olyan hírességek, mint Carl Gustav Jung, aki éppen akkor dolgozta ki szóasszociációs tesztjét, mellyel a tudattalant kutatta. Sigmund Freud munkássága pedig éppen akkor kezdett népszerűvé válni.
1922. április 2-án Herisau-ban hunyt el váratlanul hashártyagyulladás miatt, ami heveny féregnyúlvány-gyulladás szövődményeként alakulhatott ki.

## Munkássága
Tanulóévei alatt különösen intenzíven érdekelte Oroszország és az oroszok, és Zürichben gyakran találkozott a városban élő orosz csoporttal. Ezen elit csoport tagjai között olyan embereket tartottak számon, mint Constantin von Monakow (1853-1930) neurológus. Rorschach oroszul kezdett tanulni, és 1906-ban, mialatt Berlinben tanult, nyári szünidejét Oroszországban töltötte.
Rorschach 1909-ben szerezte meg orvosi diplomáját Zürichben. Ekkor eldöntötte, hogy végleg Oroszországba költöznek, de előbb be akarta fejezni svájci tanulmányait. 1909-ben elvállalt egy pszichiátriai munkakört a münsterlingeni kórházban, így sokkal több fizetést kapott, mint az egyetemi klinikán. 1913-ig az elmegyógyintézetben dolgozott, ahol igen nagy népszerűségre tett szert azáltal, hogy betegeivel színházi előadásokat rendezett és pontos, saját készítésű fényképeket és feljegyzéseket készített róluk. Egy alkalommal vett egy majmot, melyet azért tartott, hogy megfigyelje, hogyan reagálnak rá a betegei, és hogy szórakoztassa őket.
K. Gehringgel, egy tanárként dolgozó barátjával Rorschach 1911-ben kísérleteket végzett a tintapacákkal és Jung szóasszociációs tesztjével a diákokon és a betegeken. Leírta ezen kísérleteit, habár akkor még nem gondolkozott nagyon módszeresen. A pszichoanalízis iránti növekvő érdeklődése lehetett az oka annak, hogy ezt a munkát félretette. A pszichotikus és neurotikus betegek által készített művészi alkotások értelmezései kezdték érdekelni, és az, hogy milyen tehetségük van a festéshez.

## Magánélete
1909-ben eljegyezte Olga Stempelint, egy Svájcban élő orosz lányt. Meglátogatták a lány családját Kazanyban. Ekkor döntötte el, hogy a menyasszonyával végleg Oroszországba költöznek, de előbb be akarta fejezni svájci tanulmányait. 1910-ben megnősült. 1917-ben egy fia, 1919-ben pedig egy lánya született.

## Fordítás
- Ez a szócikk részben vagy egészben  a   Hermann_Rorschach című angol Wikipédia-szócikk fordításán alapul.  Az eredeti cikk szerkesztőit annak laptörténete sorolja fel. Ez a jelzés csupán a megfogalmazás eredetét és a szerzői jogokat jelzi, nem szolgál a cikkben szereplő információk forrásmegjelöléseként.